# San Gabriel (Uruguay)
San Gabriel es una localidad uruguaya del departamento de Florida.

## Ubicación
La localidad se encuentra situada en la zona centro-sur del departamento de Florida, en la confluencia de las cuchillas Santa Lucía y San Gabriel, y en el cruce de las rutas nacionales 6 y 56. Dista 30 km de la capital departamental Florida y 110 km de la ciudad de Montevideo.

## Generalidades
La localidad surgió a partir de la construcción en la zona del primer conjunto de viviendas del plan MEVIR, que fue inaugurado el 17 de mayo de 2008. En 2009, se inauguró el segundo plan de viviendas en la localidad. Previo a ello, San Gabriel era una comunidad rural dispersa, que tenía como centro el cruce de las rutas 6 y 56.
En la localidad se destaca su pequeña capilla, que fue realizada por el arquitecto Juan Deal, en base al diseño del artista plástico Pablo Fonseca Young. La capilla presenta un estilo que es copia del románico, y entre los materiales empleados en su construcción, se destacan las puertas que pertenecieron a las antiguas habitaciones del Hotel Carrasco de Montevideo.

## Población
Según el censo del año 2011, la localidad cuenta con una población de 172 habitantes.
| -             | 172 |
| (Fuente: INE) |     |

## Economía
Desde el punto de vista productivo, la localidad se encuentra ubicada en una zona de transición entre la lechería y la ganadería.